# يوكي ناغاكو
يوكي ناغاكو (長久友紀 ناغاكو يوكي) هي مؤدية أصوات يابانية ولدت في 8 أبريل في محافظة هيوغو.

## أدوارها في الأنمي

### مسلسلات أنمي تلفزيونية
- غورو غورو (2017) - إينا
- سيلور مون كريستال Season III - ميميت
- أكيباز تريب ذي أنيميشن - أريسا أهوكاينين
- دراغون بول سوبر - ملاك
- أنمي-غاتاريز - ساتوري
- حبيبتي الأولى غيارو - يوكانا يامي

### أنمي الإنترنت
- سينت سيا: سول أوف غولد - شقيقة هيلينا

## أدوارها في ألعاب الفيديو
- يس VIII: لاكريموسا أوف دانا - الراهبة نيا، أليسون

## وصلات خارجية
- يوكي ناغاكو على موقع IMDb (الإنجليزية)
- يوكي ناغاكو على موقع ميوزك برينز (الإنجليزية)
- يوكي ناغاكو على موقع قاعدة بيانات الفيلم (الإنجليزية)
- يوكي ناغاكو على موقع ANN person (الإنجليزية)